# Igreja Cristã das Ilhas Cook
A Igreja Cristã das Ilhas Cook (Cook Island Christian Church - CICC) é a maior denominação religiosa nas Ilhas Cook. É uma denominação congregacional e tem aproximadamente 18.000 membros, incluindo 56% dos moradores das Ilhas Cook. A CICC também tem congregações na Nova Zelândia e Austrália.

## História

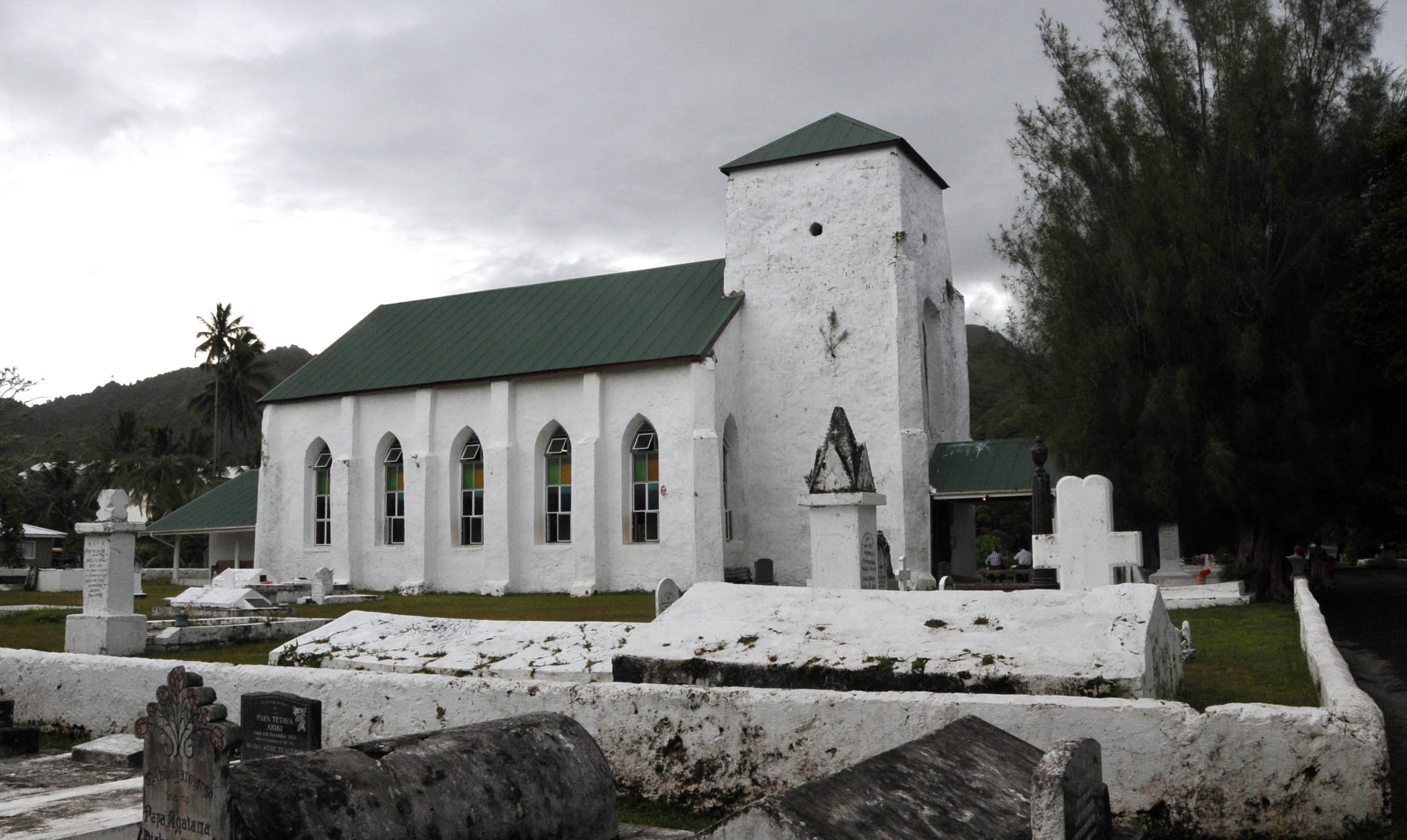
Igreja Cristã em Avarua.

A CICC tem suas origens no trabalho do Sociedade Missionária de Londres, a qual começou a trabalhar nas ilhas Cook em 1821. Em 1852, a Sociedade fundou a Igreja que tornou-se autônoma em 1968, denominando-se Igreja Cristã das Ilhas Cook (ICIC).
Em 1978, a ICIC estabeleceu a sua primeira congregação em Auckland a fim de acolher seus membros que haviam emigrado para a Nova Zelândia. Hoje, existem 19 congregações da ICIC na Nova Zelândia e 11 na Austrália. Há 24 congregações nas Ilhas Cook. A igreja tem 74 pastores, que são treinados na Faculdade Teológica Takamoa em Rarotonga.
A denominação é um membro do Conselho Mundial de Igrejas.